# プナカ
プナカ（ゾンカ語:སྤུ་ན་ཁ་、Punakha）は、ブータン王国・プナカ県の都市。

## 概要
1955年に首都がティンプーに移されるまでは、同国の首都であった。ティンプーからは約72kmの距離で、車で3時間ほどかかる。なお、現在も夏の王宮がおかれる。

## 地理
標高は約1200m。Pho Chu（父川）とMo Chu（母川）の2つの川沿いで、稲作が行われている。

### 気候
ティンプーと違って冬は暖かく、夏も暑い。

## 観光

### 観光スポット
建築
- プナカ・ゾン - ティンプーのタシチョ・ゾンに次ぐ国内第2の規模を持つ王宮。最奥部の大講堂には、パドマサンバヴァ、仏陀などの大きな像が納められている。